# Herminia Franco
Herminia Franco (Buenos Aires, 7 de agosto de 1915 - Ibídem, 11 de agosto de 1984) fue una actriz y cantante argentina que tuvo una extensa carrera artística. Era hija del actor José Joaquín Franco y de Juana Ernesta Morandi, hermana y prima hermana respectivamente de las también actrices Eva Franco y Nelly Franco.

## Labor en el teatro
Herminia Franco estuvo cerca del teatro desde pequeña; su hermana Eva cuenta que con solo tres años, subió al escenario de la compañía Franco y se puso a bailar con las coristas. Más adelante cubrió papeles de damita joven. En 1950 trabajó en el Teatro Nacional Cervantes interpretando el personaje de Josefa en la obra La fierecilla domada dirigida por Enrique Santos Discépolo.
El director de teatro Rodolfo Graziano la escuchó cantar en un Festival en el Teatro Cervantes y le impresionó su manera de cantar y su actitud física, por lo que creó para ella en la obra El conventillo de la Paloma el personaje de una artista famosa que llega al conventillo a la hora de la fiesta. Herminia Franco, que por entonces trabajaba en el cabaret Karim, interpretaba en la obra -que se dio en dos temporadas en 1980 y 1981- los tangos Fumando espero y El choclo.
Trabajaba junto a grandes actores como María Rosa Gallo, Raúl Lavié, Carlos Estrada, María Concepción César, Perla Santalla, Santiago Gómez Cou y Carmen Vallejo. Según el director era muy seductora y muy sociable. Le gustaba hacer bromas, andaba en los camarines charlando y tenía muy buena relación con sus compañeros: «Fue un ser hermoso». El mismo Graziano la dirigió en 1981 en El enfermo imaginario de Molière, también en el Cervantes, en el papel de Andrómeda.

## Trabajo en la radio
En radio trabajó en 1939 en Radio Prieto junto a Floren Delbene. Participó en el popular programa Gran pensión el campeonato, en el papel – que cada año era interpretado por una actriz diferente- de Miss Campeonato, hija de doña Asociación.

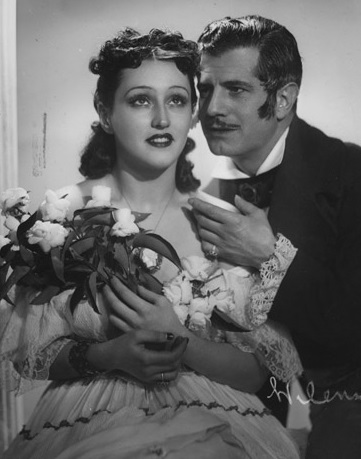
Herminia Franco y Floren Delbene durante el radioteatro La dama de las camelias (1938).

## Actividad en el cine
En el cine lució como una mujer hermosa, sensual, llamativa pero también malvada, desafiante y rencorosa. Debutó en la pantalla grande en 1936 en Amalia, dirigida por Luis José Moglia Barth y ambientada en la época de Rosas en el papel que da nombre al filme, encarnando a una mujer auténtica capaz de luchar por amor. El Negro José Agustín Ferreyra descubrió su perfil de cancionista y la eligió para protagonizar dos de sus películas: Sol de primavera (1937) en la que canta el tema principal de la película que lleva el mismo título y en Muchachos de la ciudad (1937), en la que, en el papel de una mujer que canta en un cabaret de Buenos Aires interpreta Así es el tango acompañada por la orquesta de Elvino Vardaro, en la que actuaba Aníbal Troilo.
En La ley que olvidaron (1938) representa a la «niña bien» Belena Alurralde, y en Bartolo tenía una flauta (1939) a la millonaria y temperamental Mecha Toledo, burlada por un simple músico de orquesta encarnado por Luis Sandrini.
En 1939 participa en Cuatro corazones junto a Enrique Santos Discépolo, Tania, Gloria Guzmán e Irma Córdoba en el papel de Julia.
Luego vendría la comedia Madame Sans Gene (1945) encarnando a la Reina de Nápoles en este filme protagonizado por Niní Marshall. En Adiós Pampa mía (1946) tiene el papel de Nelly y actuó junto a Alberto Castillo, Perla Mux, María Esther Gamas y Alberto Vila, dirigidos por Manuel Romero.
En 1951 vuelve al tango en El cantor del pueblo, una película con grandes orquestas: Roberto Firpo interpretando El amanecer, Alfredo De Ángelis con los cantores Carlos Dante y Julio Martel interpretando a dúo Pregonera y Juan D´Arienzo ejecutando el tango Don Alfonso. Es la historia de tres muchachos de barrio que buscan el éxito como músicos y cantores de tango y actuaron Tito Lusiardo, Roberto Quiroga, Perla Mux, María Esther Buschiazzo y Mario Fortuna.
En Deshonra, del director Daniel Tinayre, su papel es el de una callada bibliotecaria y comparte el filme con otras actrices que también son cancionistas: Tita Merello, Fanny Navarro y Aída Luz. Flor de Lis es su personaje en el drama Las aguas bajan turbias (1952) dirigida por Hugo del Carril.
Su última película fue Destino de un capricho (1972) donde su hermana Eva hace de su madre y Herminia tiene una breve intervención como la mamá del cantante Sandro.

## Su vinculación con el tango
El tango estaba presente en las obras teatrales que representaba su padre. De niña escuchó tangos en la voz de su hermana Eva, de María Luisa Notar y de Azucena Maizani, que cantó en distintas obras teatrales y revistas puestas por su padre. Herminia Franco en un momento de su carrera teatral y cinematográfica decidió hacer una pausa en ella para dedicarse al canto. Comenzó en el Casino Rousses y muchos años lo hizo en la Maison Doree, un piano bar de la calle Viamonte y también en el cabaret Karim, un lugar muy concurrido ubicado en Cerrito entre Charcas y Paraguay que luego se trasladó a Carlos Pellegrini entre Córdoba y Paraguay, donde también lo hicieron con éxito, otras cancionistas, como Ruth Durante. Una de sus creaciones era Fumando espero, un tango que grabó para el sello Pampa con la orquesta de Edgardo Donato junto a Loca. En aquel tango realizaba distintos juegos vocales y realizaba todo un espectáculo con la mímica al salir al escenario con un cigarrillo. Lo cantó en Tropicana Club de canal 7 y en la película Hay que bañar al nene.

## Fallecimiento
Herminia Franco falleció en Buenos Aires el 11 de agosto de 1984 a causa de una esclerosis lateral amiotrófica irreversible y progresiva. Había estado casada con el tenor español Juan de Casenave y luego tuvo como pareja al actor Floren Delbene con quien trabajó en muchas películas y en la radio.

## Filmografía
- Destino de un capricho (1972)
- Hay que bañar al nene (1958)
- El amor nunca muere (1955)
- Tren internacional (1954)
- La telaraña (1954)
- Las aguas bajan turbias (1952) dir. Hugo del Carril.... Flor de Lis
- Deshonra (1952) dir. Daniel Tinayre
- El cantor del pueblo dir Antonio Ber Ciani (1951)
- La orquídea (1951)
- Romance en tres noches (1950)
- El misterio del cuarto amarillo dir. Julio Saraceni (1947)
- Adiós pampa mía (1946) dir. Manuel Romero.... Nelly
- Mosquita muerta dir. Luis César Amadori (1946)
- Madame Sans Gene (1945)
- Fuego en la montaña (1943)
- Yo hablo...  (1940)
- Su nombre es mujer (1940)
- Cuatro corazones (1939)
- Bartolo tenía una flauta (1939)
- La ley que olvidaron (1938).... Helena Aturralde
- Muchachos de la ciudad (1937) dir. José Agustín Ferreyra.... Marga
- Lo que le pasó a Reynoso (1937) dir. Leopoldo Torres Ríos
- Sol de primavera (1937) dir. José Agustín Ferreyra.... Primavera
- Amalia (1936) dir. Luis José Moglia Barth.... Amalia

## Televisión
- Una vida para amarte (1970) Serie.... Pilar

## Radio
- 1938: La dama de las camelias.
- 1938: Petróleo, emitido por Radio Belgrano.
- 1939: Margarita Gautier.[3]
- 1940: Brochazos camperos, Destinos y  Estampas Criollas, todas ellas junto al actor y poeta Domingo Remoli.

## Teatro
- El conventillo de la Paloma.
- Señorita Charleston (1927) de Armando Moock con la Compañía Franco en el Teatro Comedia
- ¡Spaghetti House! (1944), en el Teatro Apolo con Vicente Formi, Tito Lusiardo, Tono Andreu, Victoria Cuenca, Vicente Forastieri, Beba Bidart, y Ramón Garay.
- El marido de la panadera, con la Compañía Olinda Bozán- José Ramírez, en el Teatro El Nacional.
- Casa de reyes (1950), estrenada en el Teatro Municipal.
- El desnudo es una papa (1954), con la "Compañía de Grandes Revistas Adolfo Stray", con los hermanos Tono Andreu y Gogó Andreu.
- Buenos Aires tal cual es (1954)
- El enfermo imaginario (1981) de Moliére, bajo dirección de Rodolfo Graziano.
- Madame Sans Gene